# Pascal Sébah

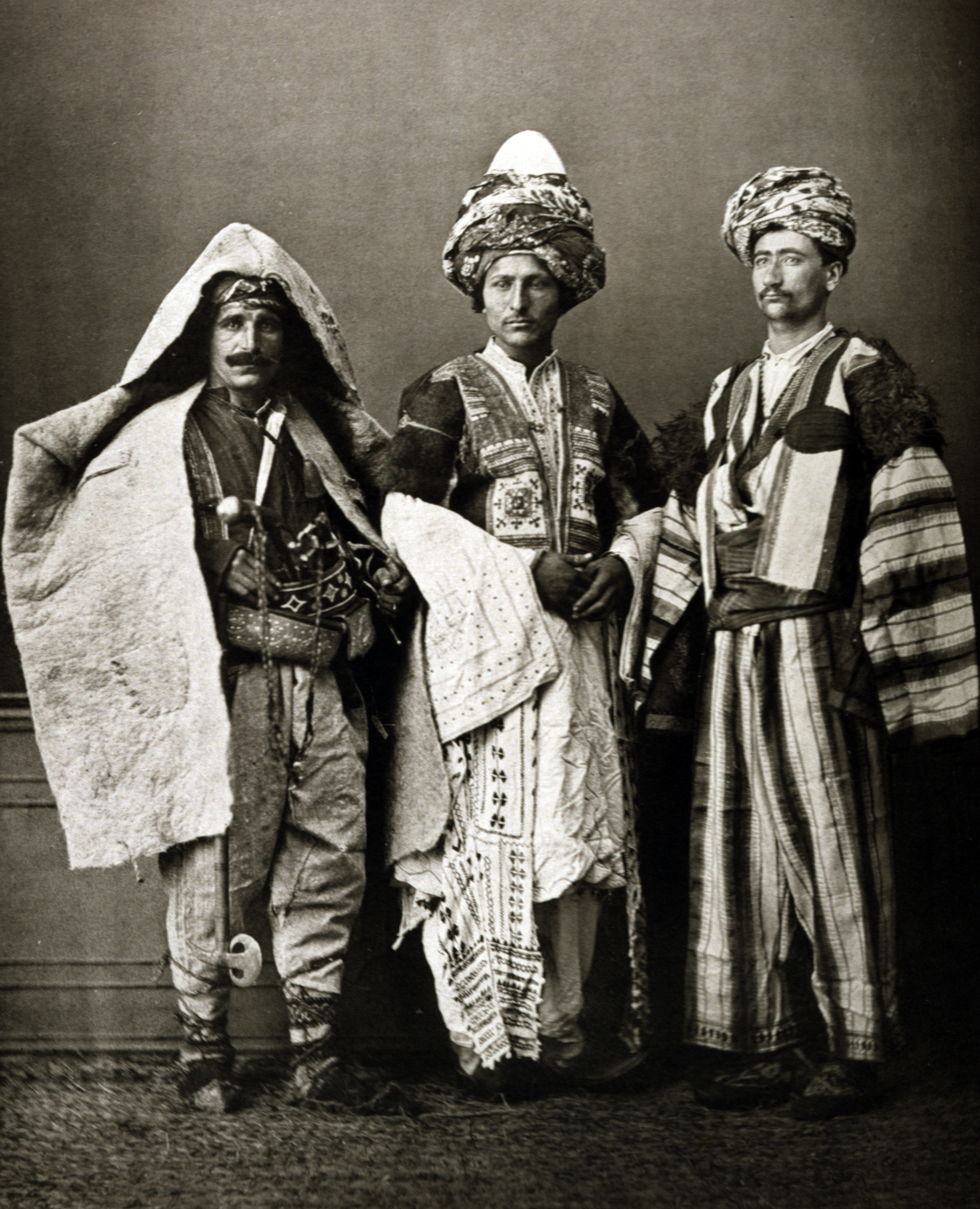
Turecké kostýmy; z alba fotografií Pascala Sébaha u příležitosti výstavy ve Vídni v roce 1873; sbírka představuje kostýmy z různých oblastí, etnických a náboženských skupin Osmanské říše; vpravo kurdský pastýř z Aljazeera (Mezopotámie), uprostřed Kurd z Mardinu (město na syrské hranici) a vlevo je pastýř z provincie Diyarbekir

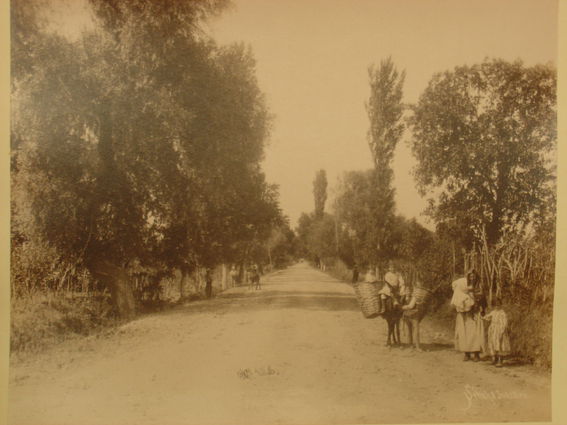
Turecká ulice, signováno Sébah & Joaillier

Pascal Sébah (1823 Istanbul – 15. června 1886) byl osmanský pionýr fotografie, který pracoval v Istanbulu, kde měl vlastní fotografický ateliér. Specializoval se na portrétní fotografii a fotografii architektury, vyráběl pohlednice architektonických památek a zabýval se dokumentací tureckých kostýmů z různých oblastí, etnických a náboženských skupin Osmanské říše.

## Životopis
Narodil se jako syn syrského katolického otce a arménské matky. Jeho rodina byla arabsko-křesťanského původu a přišla z oblasti Východního Středomoří, pravděpodobně z dnešního Libanonu. V roce 1857 si otevřel první ateliér v Istanbulu na Rue de Pera 439 – vedle Ruského velvyslanectví, jak uváděl na zadní straně svých fotografií. Od počátku 60. let spolupracoval s francouzským inženýrem A. Larochem, který zodpovídal za vynikající technickou kvalitu tisku fotografií.
Roku 1873 již jako velmi úspěšný otevřel další studio v Káhiře – na Esbekieh vedle francouzského velvyslanectví. V roce 1883 dostal Pascal Sébah mrtvici a s firmou mu pomáhal jeho bratr Cosmo. Asi v letech 1884/1885 se k firmě připojil Francouz Policarpe Joaillier a firma se přejmenovala na Sébah & Joaillier. Získala dokonce právo „fotografovat sultána“ poté co v roce 1900 zakoupil společnost tří bratrů Abdullah Frères. Ve stejném roce se Carpe Joaillier vrátil zpátky do Francie.
Po roce 1910 Jean Pascal Sébah spolupracoval s Hagopem Iskenderem a od roku 1914 s Leo Perpignanim. V období 1917–1918 byly 'Sébah & Joaillier' partnerem v projektu systematického shromažďování a katalogizace architektonických památek ze všech dob v Istanbulu pod záštitou německého novináře a historika umění Friedricha Schradera. Sébah a Iskender obnovili své obchodní aktivity v roce 1934. Firma nesla jméno 'Foto Sabah' a pokračovala až do roku 1952. Pobočka v Káhiře byla uzavřena v roce 1898.
Pascal Sébah byl vedle bratrů Abdullahů jedním z nejvýznamnějších profesionálních fotografů svého času v Osmanské říši. O jeho fotografie byl mezi cestovateli velký zájem, především o pohlednice exotického Orientu, památek, lidových scén, orientálních krojů a podobně. Tato činnost Sébaha Pascala se stal dobovou dokumentací, jeho fotografie byly použity mimo jiné také ve vědeckých prací o Orientu. Zabýval se dokumentací tureckých kostýmů z různých oblastí, etnických a náboženských skupin Osmanské říše. Vyhrával na různých mezinárodních výstavách medaile, stříbrnou medaili na Světové výstavě v Paříži 1878 za snímky příslušníků egyptských a nubijských pouštních kmenů. Předtím na světové výstavě ve Vídni představil 370-stránkovou práci s názvem Les Costumes Populaires De La Turquie (Národní turecké kroje), která získala zlatou medaili a poté ještě ocenění sultána Abdülazize. Získal smlouvu s malířem Osmanem Hamdim Beyem, pro kterého opakovaně fotografoval modely s propracovanými kostýmy, které Hamdi Bey pak používal pro své slavné orientální olejomalby.
Za pozornost stojí také jeho asi 3,2 metru dlouhé a 25 centimetrů vysoké panorama Konstantinopole složené z deseti dílů, které fotografoval od Galata Tower a jeho pětidílné panorama Káhiry. Jeho díla se vyznačují výbornou kompozicí, dobrým osvětlením a velkým důrazem na detail a výběrem objektů.
Po jeho smrti v roce 1886 studio převzal jeho bratr Cosmo, do doby než jej spolu s ním převzal Pascalův syn Jean (1872–1947) v roce 1888.

## Galerie

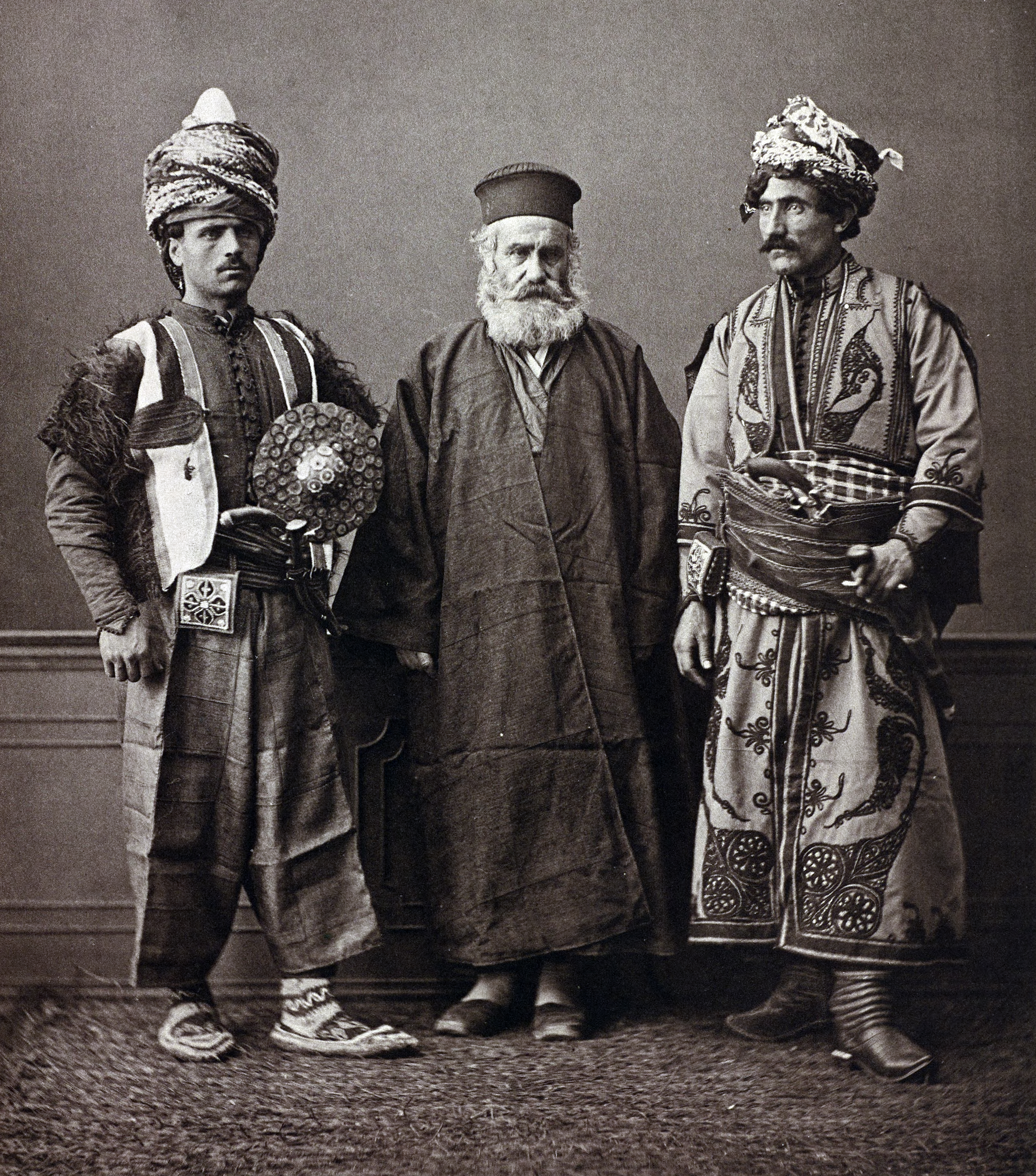
Dva Kurdové s katolickým knězem, 1873
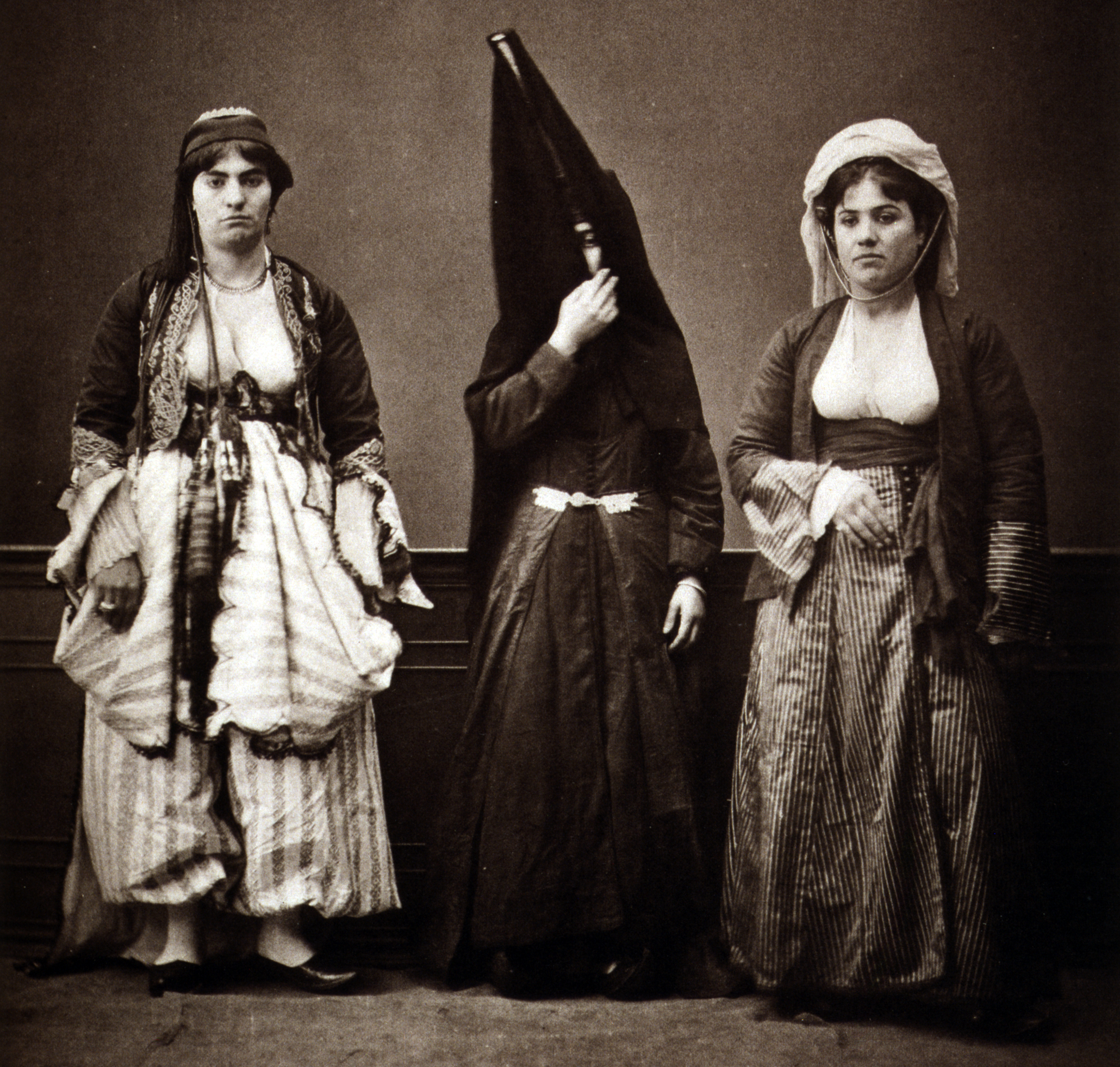
Z knihy Les Costumes Populaires De La Turquie
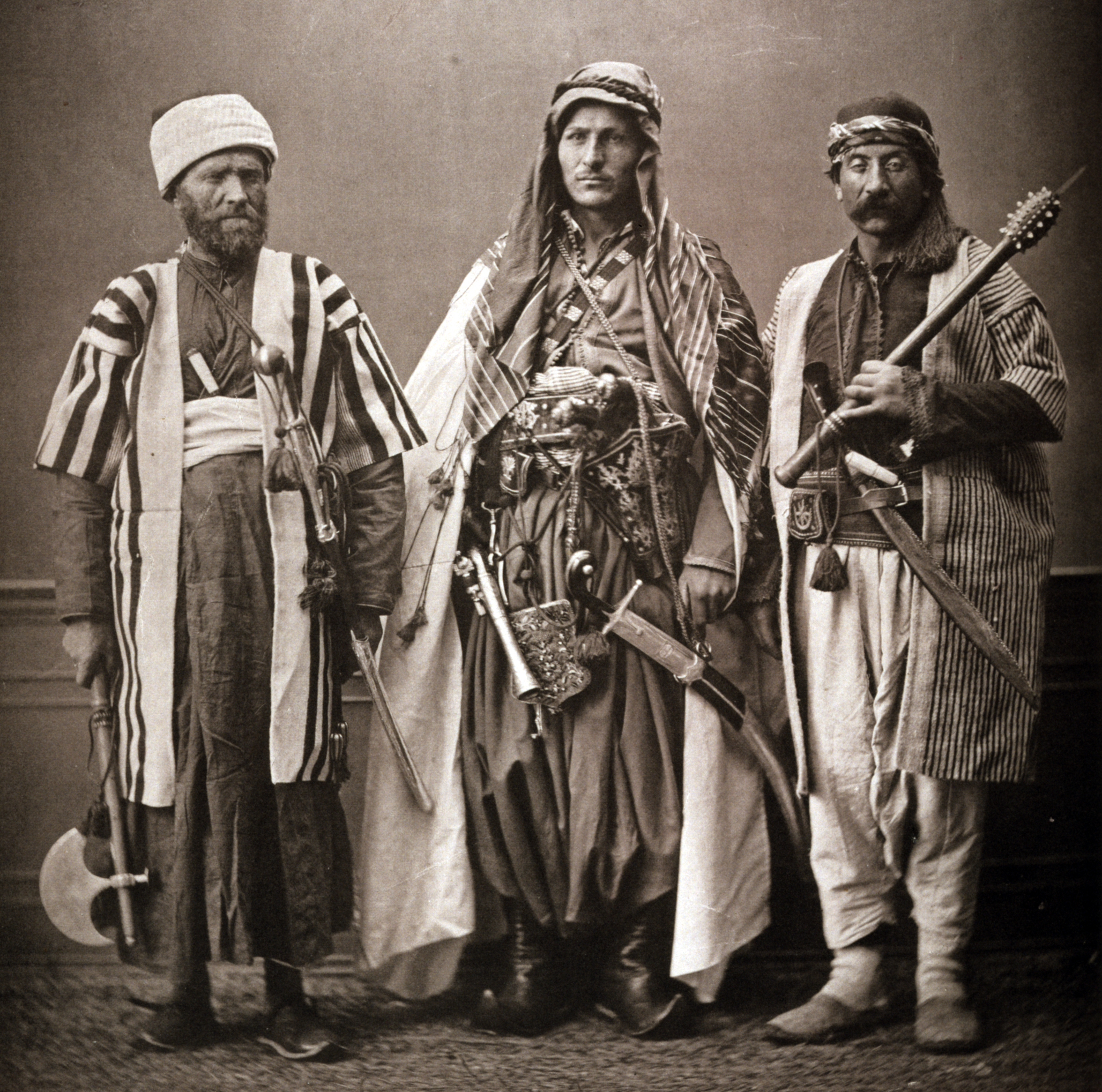
Z knihy Les Costumes Populaires De La Turquie
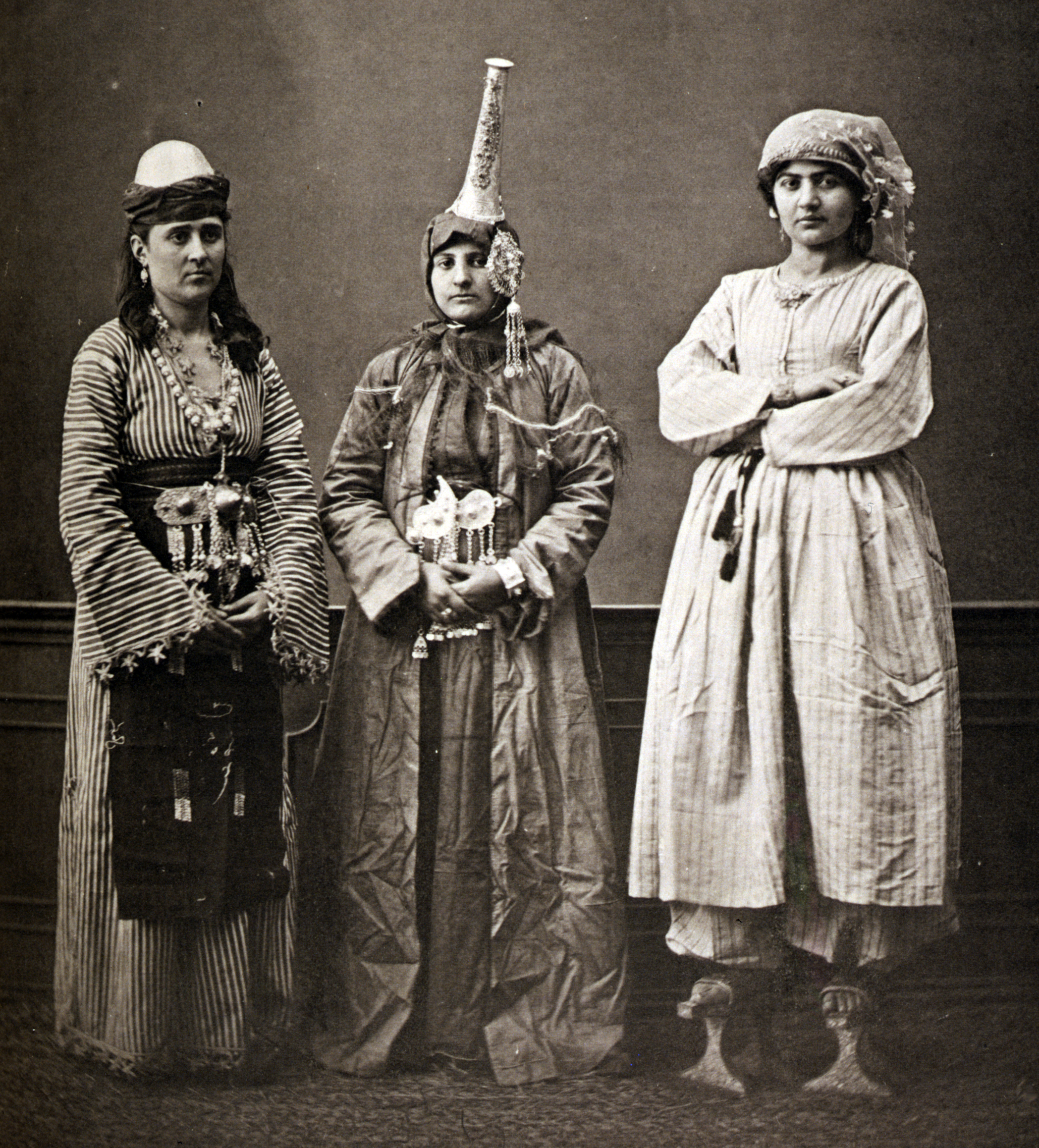
Z knihy Les Costumes Populaires De La Turquie
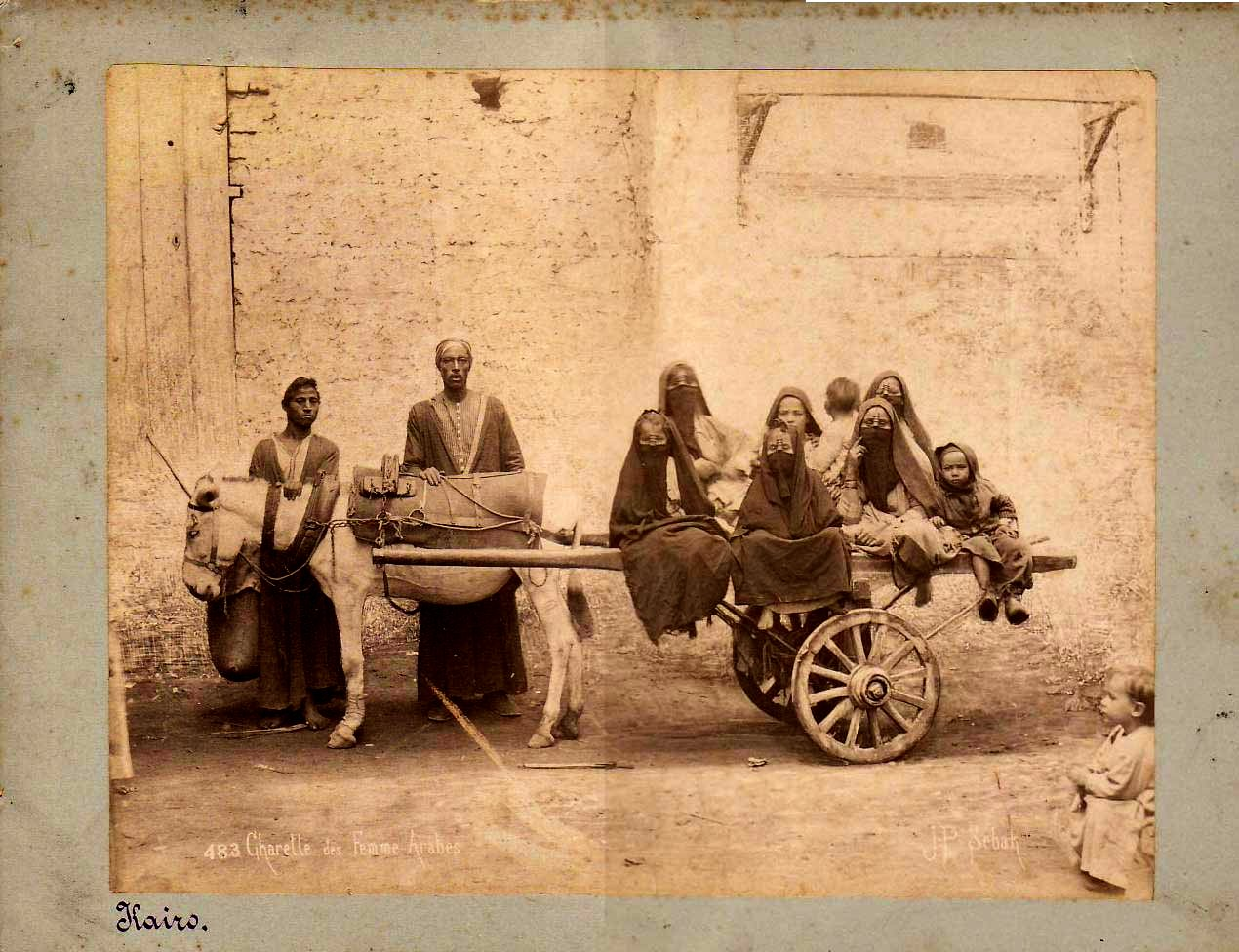
Arabský dámský vůz, Káhira, asi 1880
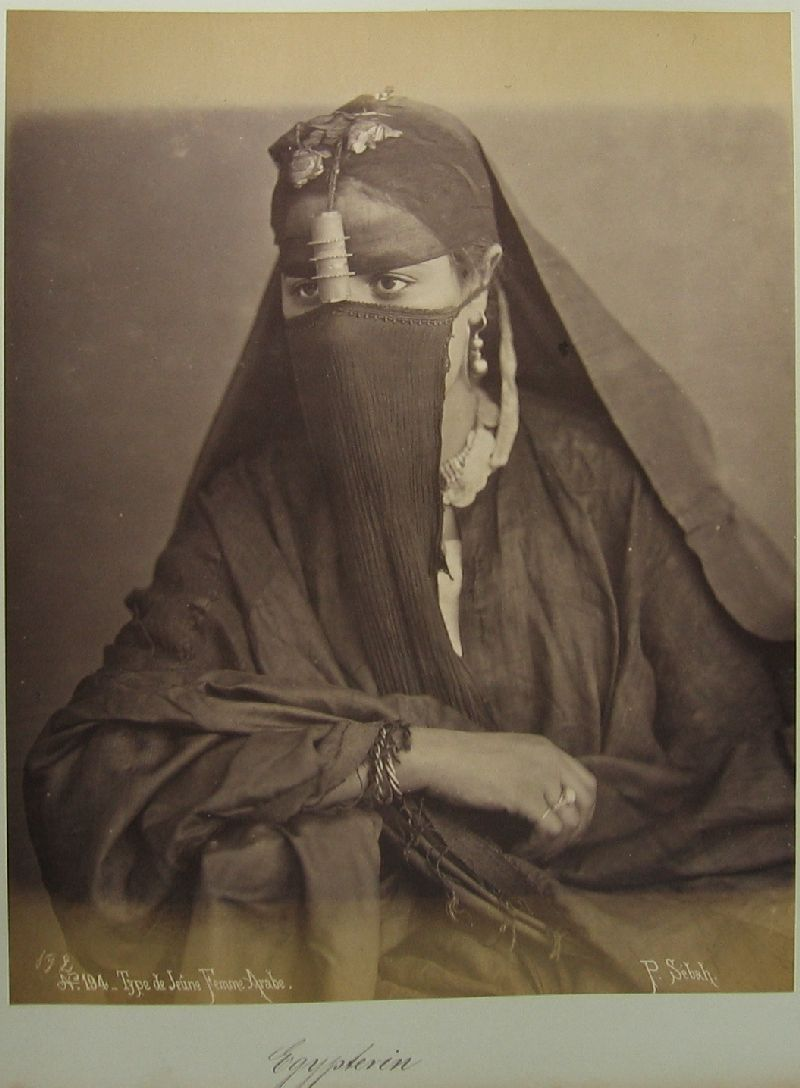
Mladá arabská žena
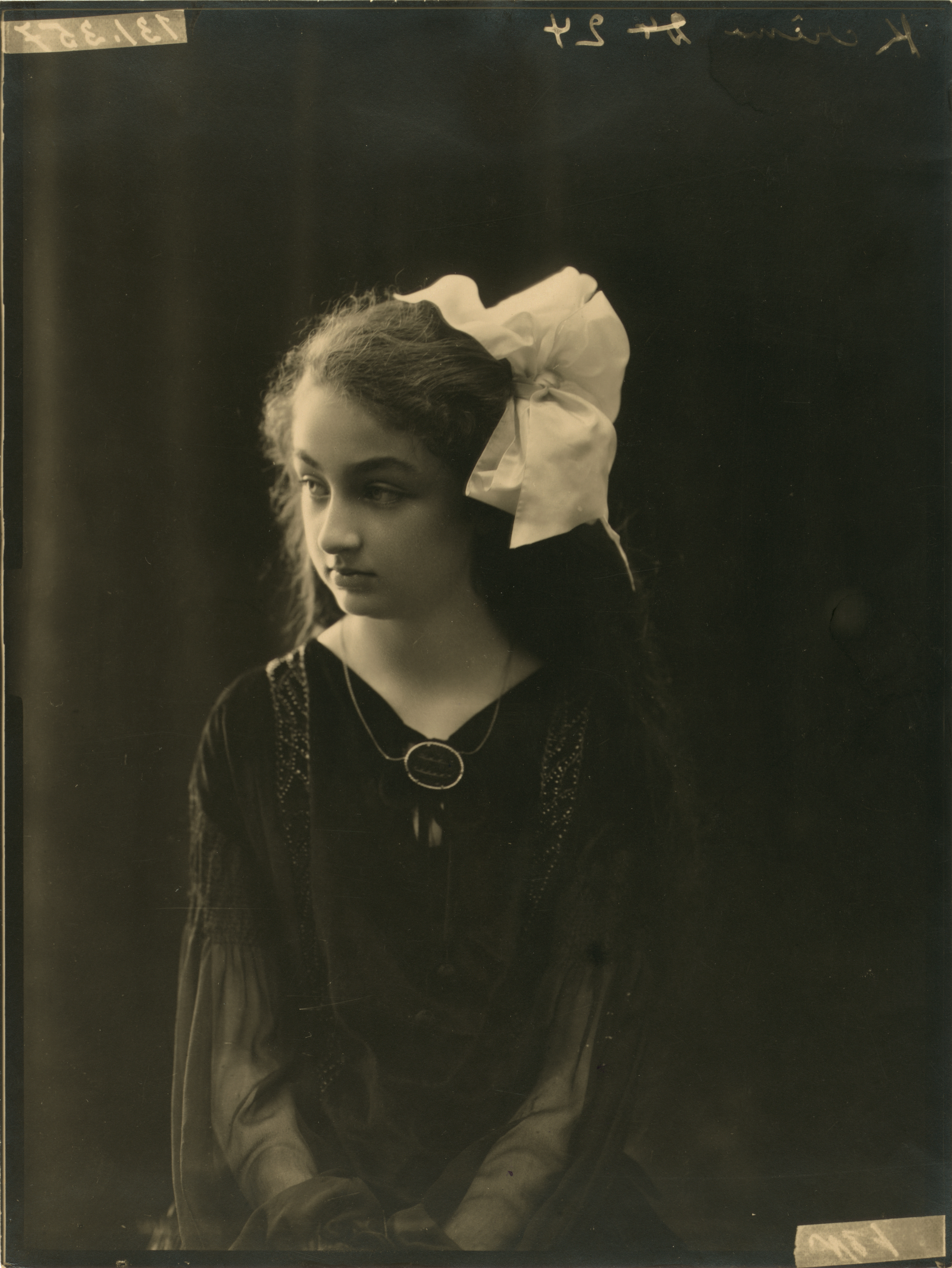
Princezna Durru Shehvar
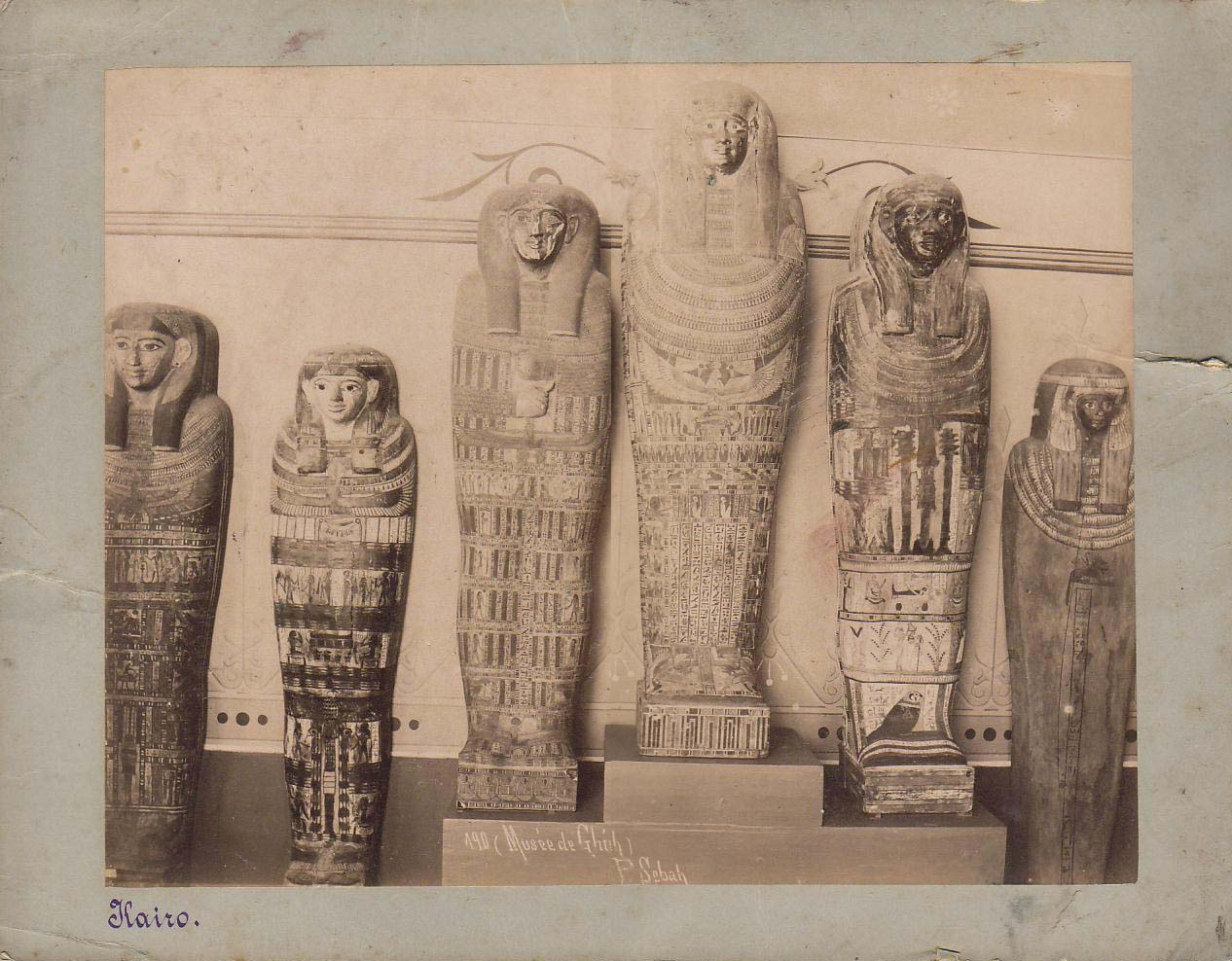
Muzeum – oddělení Giza, Káhira, asi 1880
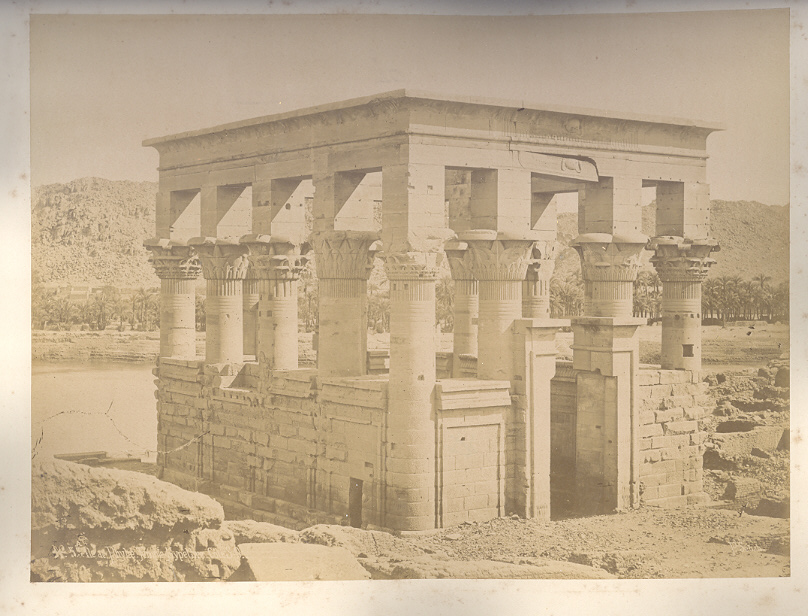
Chrám Hypèthre
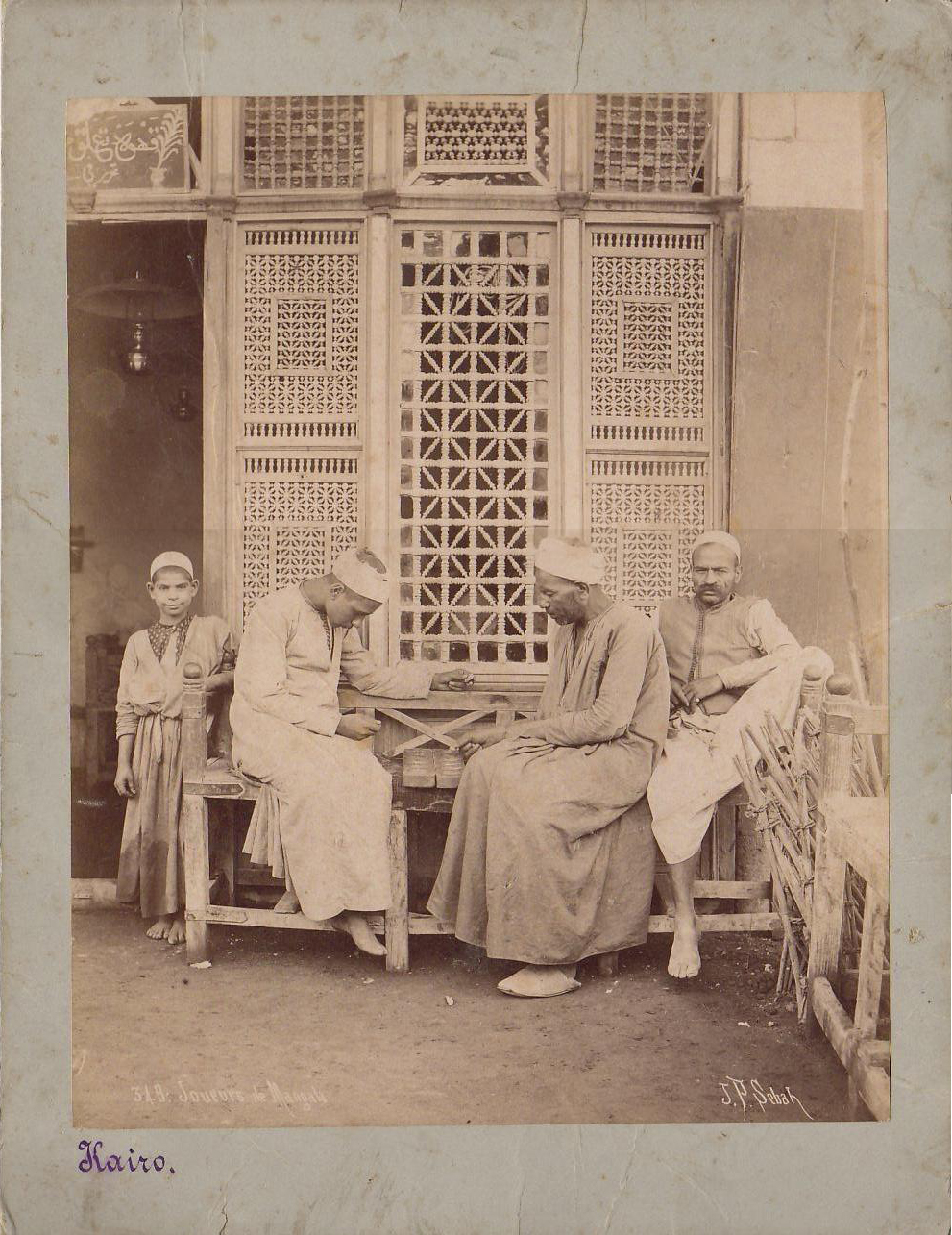
Hráči Mangali, Káhira
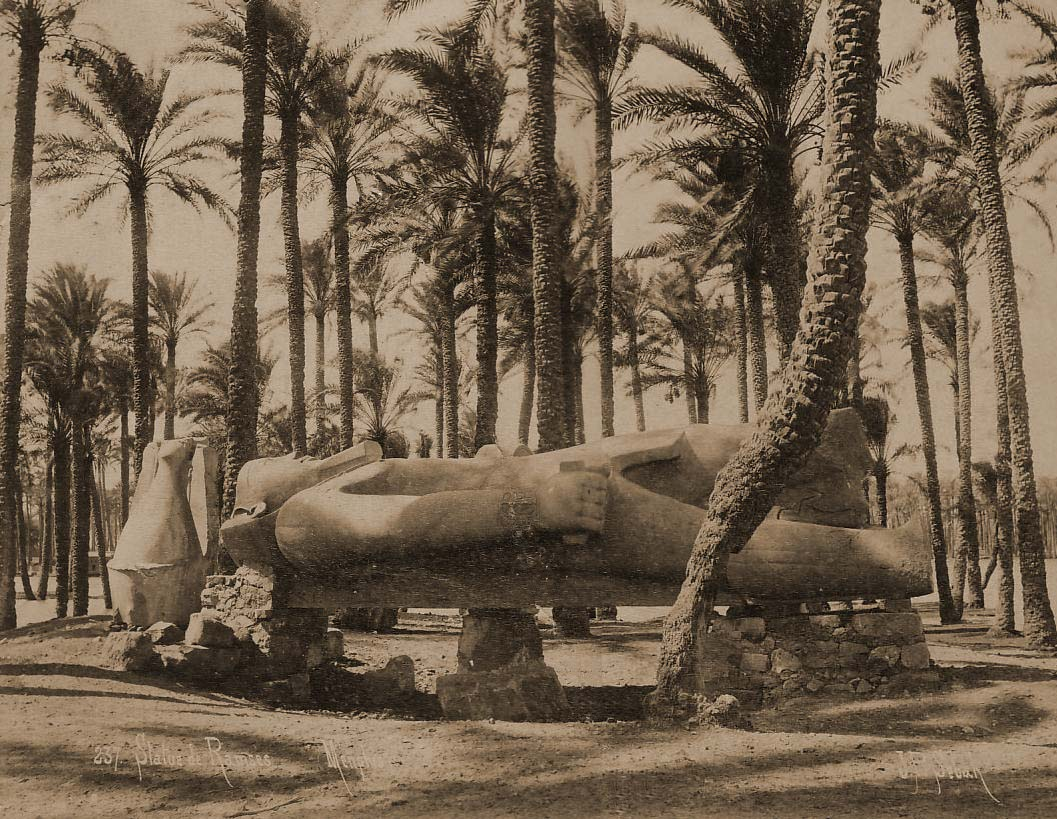
Ramses v Memphisu